# Ejército de la República Checa
El Ejército de la República Checa (en checo: Pozemní Síly Armády České Republiky) es el conjunto de unidades militares terrestres de la República Checa. Desde el año 2003, en conjunto con la fuerza aérea se encuentra incluida en las Fuerzas Conjuntas. En el año 2013 se llegó a la conclusión, mediante los análisis del "Libro Blanco de la Defensa" que sería necesario el restaurar la división entre los comandos de las Fuerzas Terrestres de los comandos de la Fuerza Aérea, así como la escisión de sus sedes. El actual Comandante del Ejército de la República Checa es el General de división Roman Náhončík, desde el 1 de diciembre de 2022.

## Historia
El Ejército de la República Checa fue formado después de la división de las Fuerzas Armadas Checoslovacas tras la disolución de Checoslovaquia el 1 de enero de 1993. Las Fuerzas Checas quedaron con 90.000 efectivos en 1998. Luego, y ante recortes presupuestales serían reducidas en torno a 65.000 efectivos y divididas en 11 brigadas de combate, así como se crea una fuerza aérea en 1997, la que tendría unos 63.601 efectivos en 1999, y a 35.000 en 2005. Al mismo tiempo, las fuerzas armadas fueron modernizadas y orientadas hacia una postura defensiva, tras su adhesión a la OTAN. En 2004, el ejército fue transformado en una organización enteramente profesional y el servicio militar obligatorio fue abolido, aunque mantiene una reserva activa. Actualmente, el ejército atiende misiones de la OTAN en diferentes partes del globo, aparte; sirve como un ente de respaldo ante catástrofes naturales en el territorio checo.

## Operatividad
La República Checa es miembro de las Naciones Unidas y la Organización para la Seguridad y Cooperación en Europa. Desde 1990, el Ejército de la República Checa y las Fuerzas Armadas Checas han contribuido en numerosas operaciones humanitarias y mantenimiento de la paz, incluyendo la IFOR, SFOR, y EUFOR Althea en Bosnia, la Operación Tormenta del Desierto, Afganistán, Kósovo, Albania, Turquía, Pakistán y con la coalición de fuerzas en Irak.

### Despliegues actuales (a 2010)
- Afganistán: Operación de la OTAN (ISAF) - 458 soldados, 12 expertos civiles y 3 helicópteros Mi-171S en las provincias de Faizabad, Logar y Paktika. Misión de la ONU de mantenimiento de la paz (UNAMA) - 1 observador militar
- Kosovo: Operación de OTAN "Joint Enterprise" (KFOR) - 450 soldados, Misión de la ONU de mantenimiento de la paz (MINUK) - 1 observador militar
- Somalia: Operación "Atalanta" de la UE (NAVFOR) - 3 soldados
- RD Congo: Misión de la ONU de mantenimiento de la paz (MONUC) - 3 observadores militares

## Estructura
El primero de julio del 2013 se aprobó que el Ejército tuviera un mando e instalaciones diferenciados a los de las Fuerzas Armadas de la República Checa, y así mismo que pasaran a una nueva estructura organizativa dentro de la reforma de las fuerzas armadas. A partir del 1.º de diciembre de 2013 el Ejército de la República Checa pasa de la estructura brigadas de tipos de tropas a la estructura de tipo regimiento. Estos cambios se hacen a respuesta de la reducción en los presupuestos para la defensa. En términos de la cadena de mando se cambiarán las cantidades para guardar los números, en especial en la categoría de oficiales de alto rango. La reestructuración incluye a las fuerzas terrestres en las unidades ofensivas de combate, logística y apoyo de combate y las fuerzas de apoyo en combate:

### Comando de las Fuerzas Terrestres
- Unidades de combate:

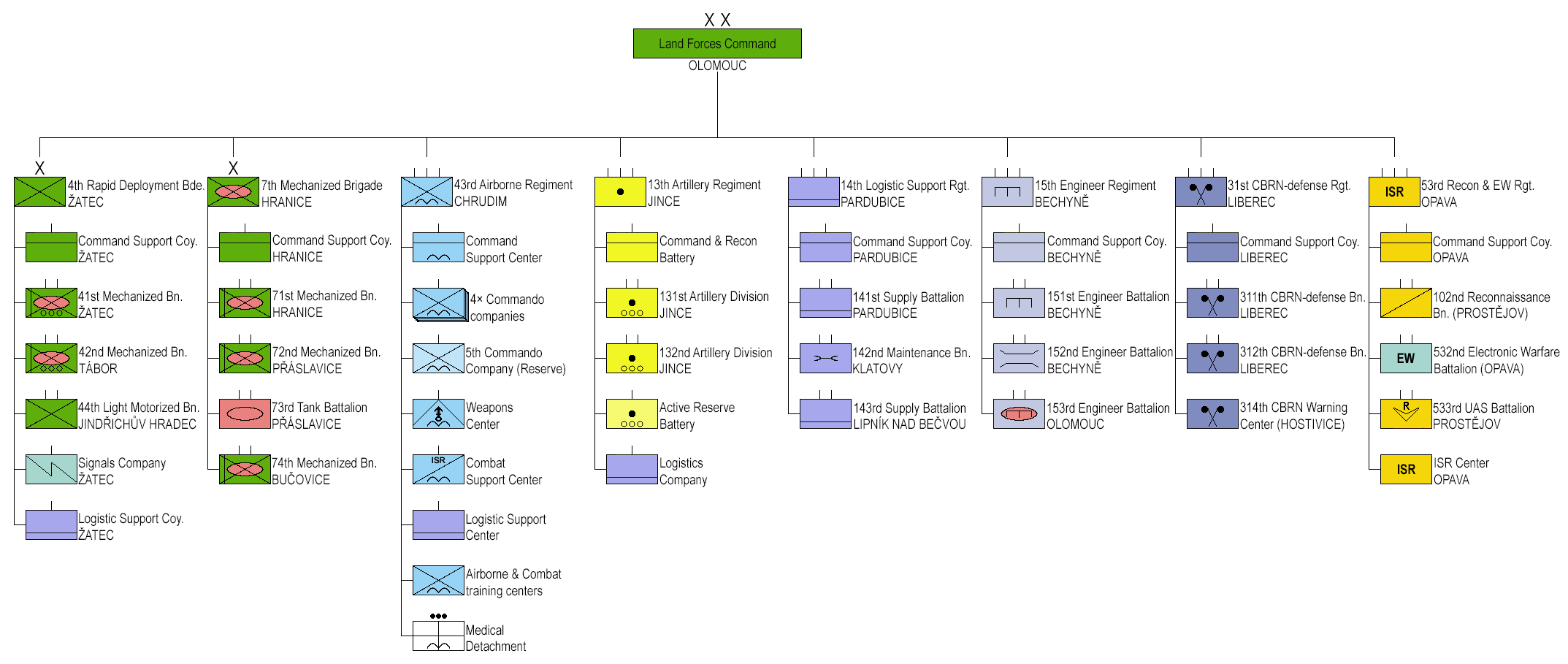
Estructura general del Ejército de la República Checa 2023

- Cuarta Brigada de Despliegue Rápido (Žatec)

- 41.er Batallón Mecanizado (Žatec)
- 42.º Batallón Mecanizado (Tábor)
- 44.º batallón motorizado "lehký" (Jindřichův Hradec)

- Séptima Brigada Mecanizada (Hranice)

- 71.er Batallón Mecanizado (Hranice)
- 72.º Batallón Mecanizado (Přáslavice)
- 73.º Batallón de Tanques (Přáslavice)
- 74.º batallón Mecanizado (Bučovice)

- 43.er Regimiento de Paracaidistas (Chrudim)

- Batallones de apoyo y logística de las unidades de combate:

- 13.er Regimiento de Artillería (Jince)

- 131.º artillería (Jince)
- 132.º artillería (Jince)

- 15.º Regimiento de Ingenieros (Bechyně)

- 151.er Batallón de Ingenieros (Bechyně)
- 152.er Batallón de Ingenieros (Bechyně)
- 153.er Batallón de Ingenieros (Olomouc)

- 31.er Regimiento de la radiación, químicos y protección biológica (Liberec)

- 311.er Radiológica Batallón, protección química y biológica (Liberec)
- 312.º Radiológica Batallón, protección química y biológica (Liberec)
- 314.º Centro de alerta armas de destrucción masiva (Hostivice - Břve)

- 53.er Reconocimiento Regimiento y guerra electrónica (Opava)

- 532.º Batallón de Guerra Electrónica (Opava)
- 533.º Batallón de Drones (Přerov)
- 102.º Batallón de Reconocimiento (Prostějov)

- 14.º Regimiento de Apoyo Logístico (Pardubice)

- 141.º Suministro Batallón (Pardubice)
- 142.º Reparaciones del batallón (Klatovy)
- 143.º Suministro Batallón (Lipník nad Bečvou)

El 153.er Batallón de Ingenieros, con base en Olomouc; se creó el 15 de octubre de 2008, y está subordinado a la 15.ª Brigada de Ingenieros así como al Comando conjunto de las Fuerzas Militares. Esta unidad está estacionada en las afueras de la ciudad de Olomouc, en lugar del cancelado 156.º Batallón de Rescate.

### Reserva activa
La Reserva Activa (en checo: Aktivní záloha) es parte del Ejército de la República Checa. Este servicio fue creado para permitir la participación de ciudadanos con una actitud favorable hacia las fuerzas armadas.
Un voluntario requería el haber completado su servicio militar obligatorio (abolido en 2004, siendo convocado ahora como voluntario) o atender a un entrenamiento de 8 semanas. Entonces estos reservistas tienen que servir hasta tres semanas por año y pueden ser llamados para servir durante dos semanas en una crisis de tipo no militar. No están destinados a servir en el exterior. La Reserva presenta eventos como el BAHNA, una exposición militar preparada por esta unidad.

## Equipamiento

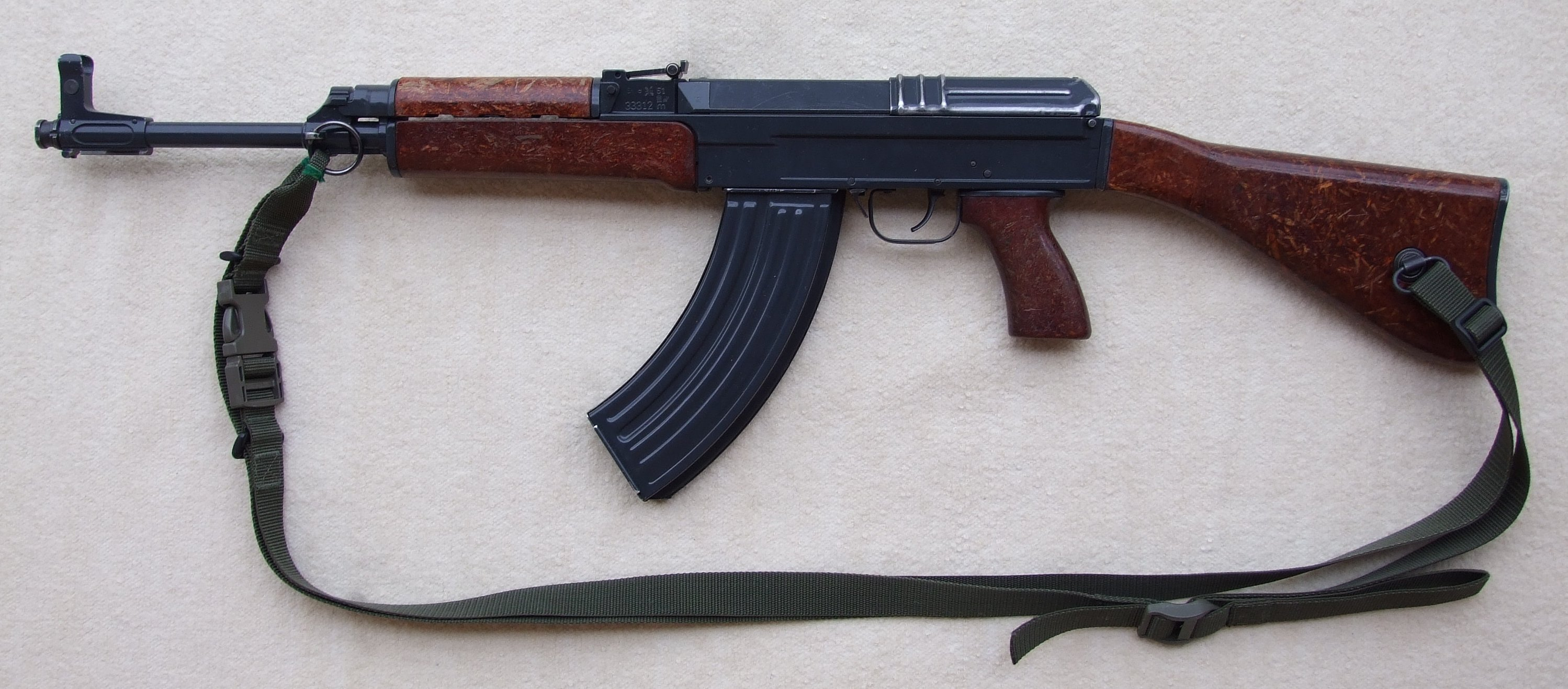
Fusil de asalto Sa vz. 58.

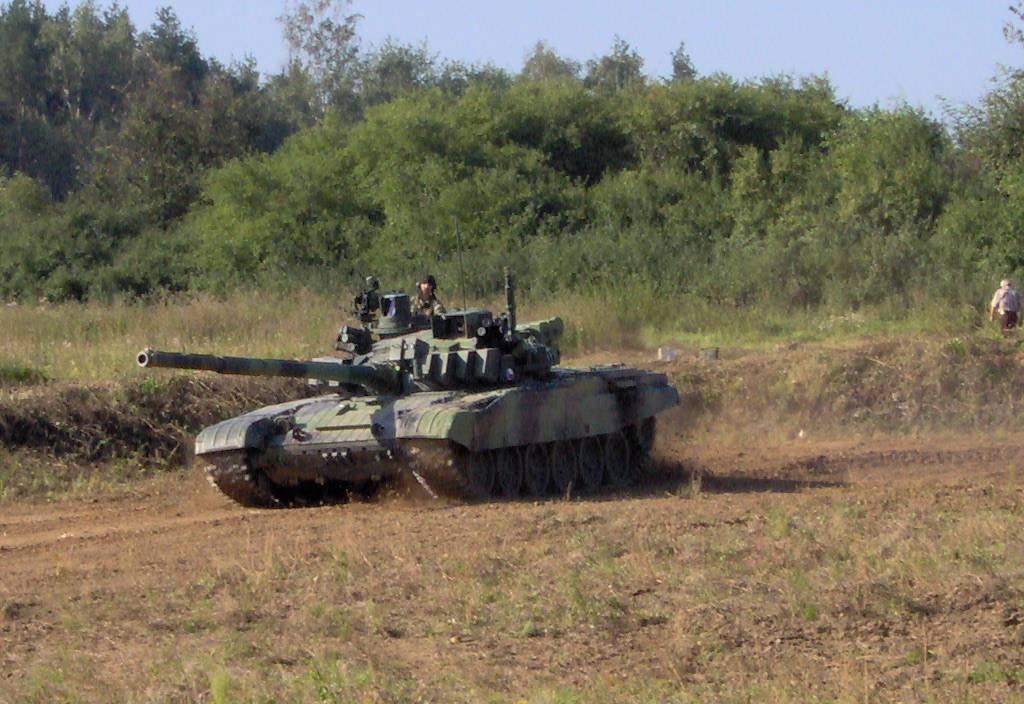
Un T-72 checo modernizado.

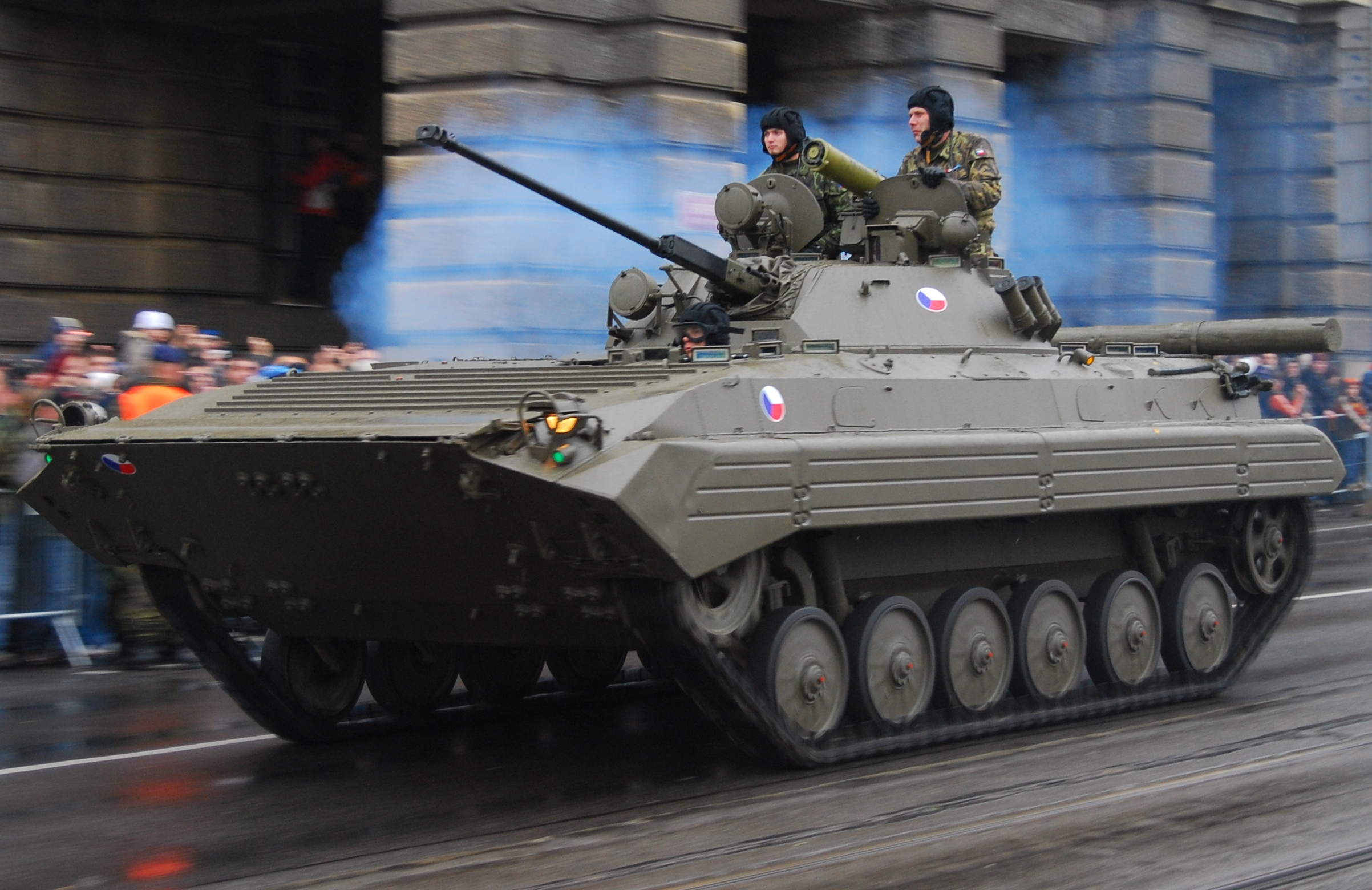
Un BVP-2 en una parada militar en Praga, 28 de octubre de 2008.

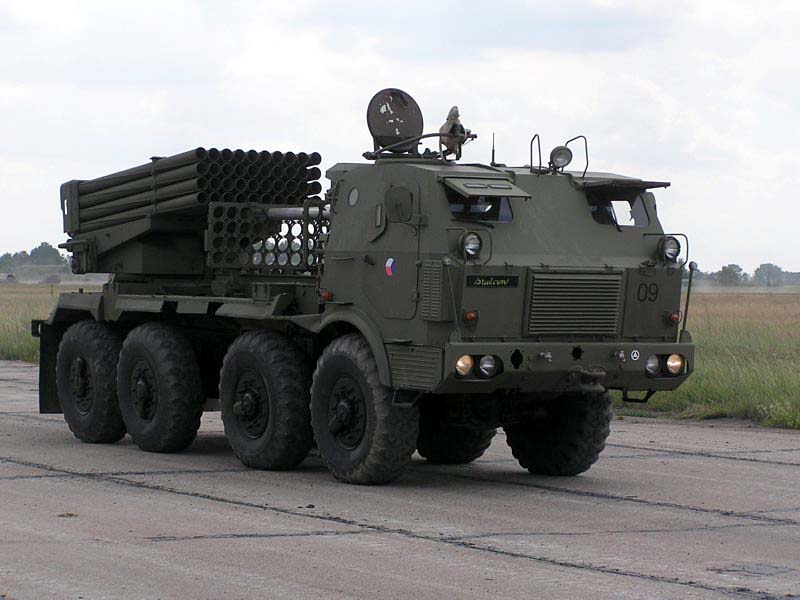
Camión blindado checo Tatra 813 como lanzadora de cohetes.

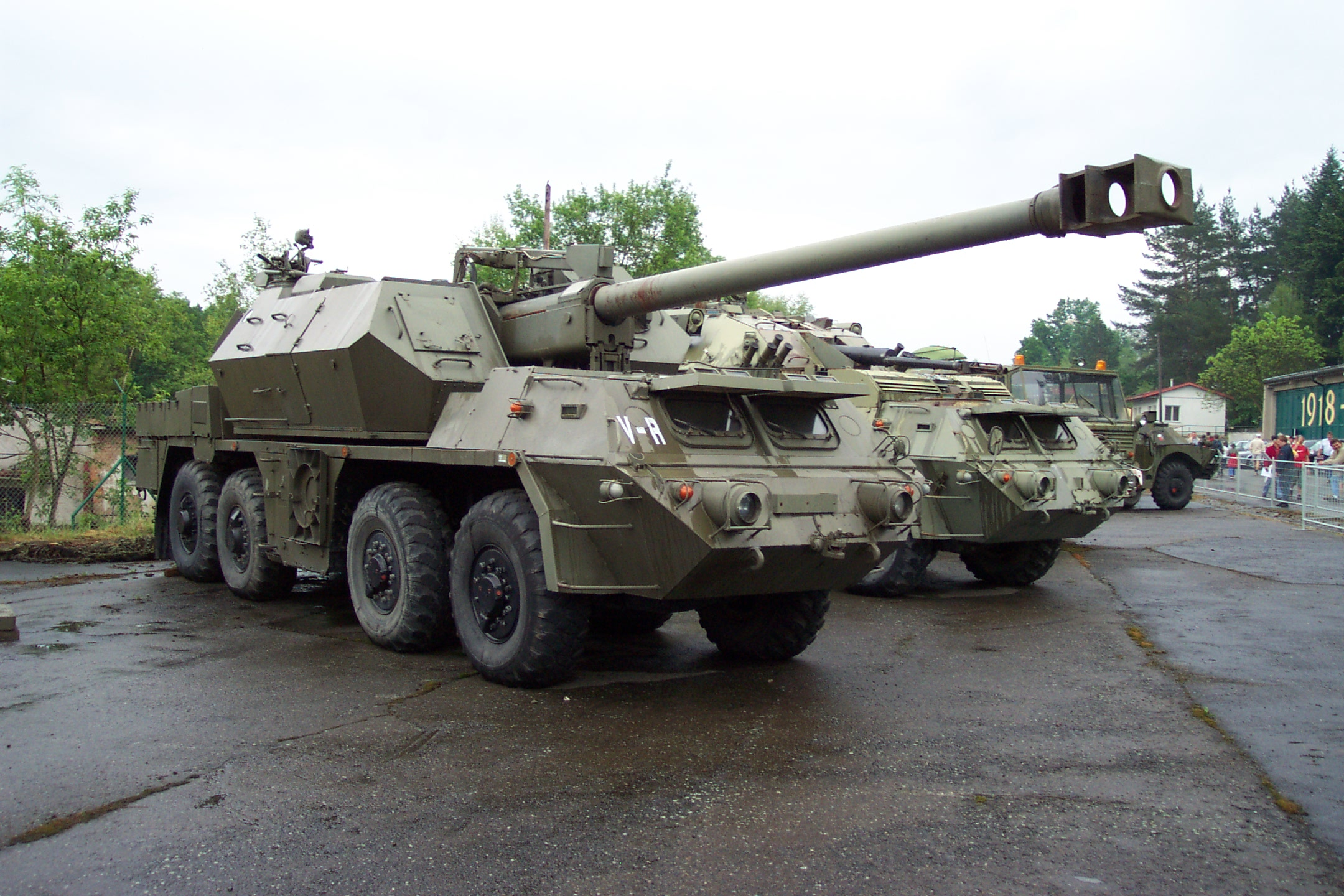
ShKH Ondava: Cañón autopropulsado de 152 mm.

A continuación se brindan las cantidades (jul. 2008) del material aéreo, terrestre y de armamento disponible:

### Blindados y medios de transporte

#### Vehículos blindados
| Equipamiento | Origen                         | Cantidad | Tipo                                                                | Notas                                    |         |         |
| Tanques      | Tanques                        | Tanques  | Tanques                                                             | Tanques                                  | Tanques | Tanques |
| ------------ | ------------------------------ | -------- | ------------------------------------------------------------------- | ---------------------------------------- | ------- | ------- |
| T-72M4CZ     | República Checa                | 30       | Tanque                                                              |                                          |         |         |
| Leopard 2A4  | Alemania                       | 1+13     | Tanque                                                              |                                          |         |         |
| T-72M1       | Unión Soviética Checoslovaquia | 51       | Tanque                                                              | Inactivos por falta de fondos, en venta. |         |         |
| IFV y APC    |                                |          |                                                                     |                                          |         |         |
| BVP-2        | Unión Soviética Checoslovaquia | 174      | Vehículo de combate de infantería                                   |                                          |         |         |
| BVP-1        | Unión Soviética Checoslovaquia | 207      | Vehículo de combate de infantería                                   |                                          |         |         |
| BPzV         | Checoslovaquia                 | 76       | Vehículo blindado de reconocimiento                                 |                                          |         |         |
| OT-90        | Checoslovaquia                 | 29       | Transporte blindado de personal                                     | Está siendo retirado                     |         |         |
| OT-64        | Checoslovaquia · Polonia       | 28+      | Transporte blindado de personal                                     | Está siendo retirado                     |         |         |
| Pandur II    | Austria                        | 127      | Vehículo de combate de infantería / Transporte blindado de personal |                                          |         |         |
| Dingo 2      | Alemania                       | 19       | Camión militar blindado                                             |                                          |         |         |
| Iveco LMV    | Italia                         | 200      | Vehículo todoterreno blindado                                       |                                          |         |         |

Con motivo de la guerra o invasión rusa de Ucrania de 2022 la República Checa envió decenas de sus T-72, T-72M4CZ y vehículos blindados BVP-1 (BMP-1) al ejército ucraniano, desconociéndose el número exacto. A cambio de los blindados enviados a Ucrania recibió el ejército checo desde Alemania 15 Leopard 2 en mayo de 2022.

#### Sistemas de artillería
| Equipamiento                 | Origen         | Cantidad   | Tipo                               | Notas      |            |
| Artillería                   | Artillería     | Artillería | Artillería                         | Artillería | Artillería |
| ---------------------------- | -------------- | ---------- | ---------------------------------- | ---------- | ---------- |
| 152mm SpGH DANA              | Checoslovaquia | 164        | Cañón autopropulsado               |            |            |
| M1982 PRAM-L 120mm           | Checoslovaquia | 85         | Mortero remolcado                  |            |            |
| SPM-85 PRAM-S 120mm          | Checoslovaquia | 8          | Mortero autopropulsado             |            |            |
| Radar para artillería ARTHUR | Suecia         | 3          | Radar de seguimiento de artillería |            |            |

#### Vehículos utilitarios
| Equipamiento                   | Origen                | Cantidad              | Tipo                        | Notas                            |                       |
| Vehículos utilitarios          | Vehículos utilitarios | Vehículos utilitarios | Vehículos utilitarios       | Vehículos utilitarios            | Vehículos utilitarios |
| ------------------------------ | --------------------- | --------------------- | --------------------------- | -------------------------------- | --------------------- |
| Land Rover Defender            | Reino Unido           | 114                   | Vehículo todoterreno ligero |                                  |                       |
| Land Rover Defender 130 Kajman | Reino Unido           | 79                    | Vehículo todoterreno ligero |                                  |                       |
| Tatra T 810                    | República Checa       | 588                   | Camión militar              |                                  |                       |
| Tatra T815                     | República Checa       | 2000+                 | Camión militar pesado       | (versiones 4x4, 6x6, 8x8, 10x10) |                       |

En febrero de 2010, los medios de comunicación checos especularon sobre casos de posible corrupción en torno a la compra de vehículos Pandur II para el Ejército Checo.

#### Armamento de infantería
| Nombre                          | País de origen                   | Tipo                               | Notes |
| ------------------------------- | -------------------------------- | ---------------------------------- | --- |
| CZ P-10 C                       | República Checa                  | Pistola                            | |
| CZ 75 SP-01                     | Checoslovaquia · República Checa | Pistola                            | En la actualidad siendo remplazado por la CZ P-10 C |
| CZ-82                           | Checoslovaquia · República Checa | Pistola                            | En la actualidad siendo remplazado por la CZ 75 SP-01 Phantom |
| Glock                           | Austria                          | Pistola                            | En uso por el 601.º Grupo de Fuerzas Especiales y algunas otras unidades desplegadas en Afganistán. Siendo remplazada por el CZ 75 SP-01 Phantom para todos excepto para el 601.º GFE. |
| Škorpion vz. 61                 | Checoslovaquia · República Checa | Subfusil                           | |
| PDW Škorpion EVO III            | República Checa                  | Subfusil                           | En uso por la Guardia del Castillo de Praga. |
| Heckler & Koch MP5              | Alemania                         | Subfusil                           | |
| Fusil Vz. 52                    | Checoslovaquia                   | Fusil semiautomático               | Utilizado como arma ceremonial por la Guardia del Castillo de Praga |
| Bushmaster M4A3                 | Estados Unidos                   | Carabina                           | En uso por el 601.º Grupo de Fuerzas Especiales |
| Vz. 58                          | Checoslovaquia                   | Fusil de asalto                    | Fusil estándar, actualmente está siendo remplazado por el CZ 805 Bren |
| CZ 805 Bren                     | República Checa                  | Fusil de asalto                    | Está reemplazando gradualmente al Vz. 58 como fusil de asalto estándar |
| CZ BREN 2                       | República Checa                  | Fusil de asalto                    | Está reemplazando gradualmente al CZ 805 Bren |
| Uk vz. 59                       | Checoslovaquia                   | Ametralladora de propósito general | Actualmente está siendo remplazada por la Mk 48. |
| Mk 48                           | Estados Unidos                   | Ametralladora de propósito general | |
| Ametralladora M60               | Estados Unidos                   | Ametralladora de propósito general | En uso por el 601.º Grupo de Fuerzas Especiales |
| Fusil de francotirador Dragunov | Unión Soviética                  | Fusil de tirador designado         | |
| Sako TRG                        | Finlandia                        | Fusil de francotirador             | |
| CZ 700                          | República Checa                  | Fusil de francotirador             | |
| RPG-7V                          | Unión Soviética                  | Lanzacohetes antitanque            | |
| RPG-75                          | Checoslovaquia · República Checa | Lanzacohetes antitanque            | |
| Carl Gustav M3                  | Suecia                           | Cañón sin retroceso                | |
| FGM-148 Javelin                 | Estados Unidos                   | Lanzamisiles antitanque            | |

## Misión
Las principales responsabilidades incluyen la gestión de las fuerzas terrestres en la defensa y la coordinación de las operaciones de combate y ataques, la custodia y protección de carreteras, edificios y demás espacios y/o recintos públicos, el mantenimiento de la paz y el orden, la protección de los civiles durante el conflicto armado, y las operaciones para el mantenimiento de la paz y otras asignaciones fuera del país, así como fortalecer la protección de las fronteras del Estado o el desempeño de tareas en apoyo a la Policía Nacional de la República Checa. Además, están establecidas para cumplir las tareas de prevención y respuesta a cualquier situación de emergencia o crisis en la nación y/o países aliados. Durante las inundaciones de los años 1997, 2002, 2009, 2010 y 2013, los miembros del ejército fueron desplegados para participar en operaciones de salvamento y rescate de personas y bienes, así como en las posteriores labores de reparación de daños tras las inundaciones.